# Cavola
Cavola è la principale frazione del comune di Toano, in provincia di Reggio Emilia.

## Geografia fisica

### Territorio
Cavola si trova nell'Appennino Reggiano a un'altezza di circa 500 m, nel fondovalle il fiume Secchia, a 6,5 km a nord-ovest di Toano. Il territorio circostante è prevalentemente collinare caratterizzato da ampi prati e boschi di querce. l'altezza massima del paese è di 612 m, mentre l'altezza minima di 375 m.

### Clima
Il clima è temperato, con mutevoli variazioni durante il corso dell'anno. Gli inverni sono freddi e spesso nevosi, anche se è da qualche anno che la neve si vede di rado, con temperature che possono raggiungere anche i -10 °C; mentre le estati sono abbastanza calde e umide, complice anche il fiume che inumidisce l'aria. Le temperature possono raggiungere o superare anche i 30 °C. Le precipitazioni più abbondanti le ritroviamo nelle stagioni primaverili e autunnali, mentre d'estate le ritroviamo sotto forma di temporali o acquazzoni. In media vi sono circa 500 mm di pioggia all'anno.

## Feste
A Cavola ci sono diversi avvenimenti durante tutto l'anno, la Festa del tartufo che si svolge a novembre ricopre un ruolo di assoluta importanza a livello provinciale e non solo. L'ultima domenica di maggio si svolge la fiera storica paesana. Pro loco ed altre associazioni propongono poi durante l'intero anno altre manifestazioni.

## La nuova struttura polivalente
Il Cavola Forum gestito dalla Pro-Loco è la nuova struttura polivalente di Cavola.

## Etnie e minoranze straniere
I cittadini stranieri residenti nel paese sono 103. Sotto sono elencati tutti i cittadini stranieri residenti a Cavola, per ogni stato:
- Albania 30
- Marocco 24
- Ecuador 5
- Senegal 15
- Romania 8
- Tunisia 6
- Cuba 6
- Russia 5
- India 4

## Sport

### Calcio
La squadra locale è il Cavola, che gioca le partite casalinghe nel Campo Comunale di Cavola, nei pressi di Montale. Nel 2017-2018 ha disputato il campionato di Seconda Categoria, conquistando una tranquilla salvezza. Nella stagione 2018-2019 non risulta iscritta al campionato. Durante l'Estate si disputa il Torneo della Montagna, organizzato dal Centro Sportivo Italiano di Reggio Emilia, dove partecipano dalle 20 alle 24 squadre. Il Cavola vanta 5 titoli nella categoria Dilettanti e 1 nella categoria Giovanissimi.

## Altri Sport
Cavola come altri sport ha il calcio a 5 dove gioca nella Serie D, poi c'è una campo da tennis che è aperto in estate.